# Denis Dupays
Denis Dupays est un chef de chœur français originaire de Toulouse, spécialisé dans la direction de chœurs d'enfants. Il dirige plusieurs ensembles, à Toulouse, Nantes, et Paris. À partir de 2023, il est accusé d'actes de pédocriminalité au sein de plusieurs ensembles qu'il a dirigés.

## Parcours
Après avoir chanté parmi les Petits Chanteurs à la croix potencée, maîtrise de la cathédrale Saint-Étienne de Toulouse dès 1958, il poursuit des études musicales avant de prendre la direction de cette même maîtrise de 1977 à 1979.
Il fonde à Toulouse la Capella Antiqua avant d'occuper les fonctions de chef de chœur à l'Opéra de Nantes. 
Entre 1989 et 1998, il est directeur musical et chef de chœur de la Maîtrise de Radio France,.
D'octobre 2001 à septembre 2008, il dirige le chœur de garçons des Petits Chanteurs de Nogent-sur-Marne les Moineaux du Val-de-Marne.

## Allégations d'agressions sexuelles pédocriminelles
En tant que chef de chœur des Moineaux du Val-de-Marne, Denis Dupays est mis en cause dans une affaire de pédocriminalité.
En mars 2023, les équipes d'Envoyé spécial et du Parisien publient une enquête sur plusieurs abus sexuels qui auraient été commis sur des enfants à l'Opéra de Nantes en 1985 puis plus tard aux Petits Chanteurs de Nogent-sur-Marne (notamment par des chefs de chœur). L'ancien directeur artistique de l'institution fait l'objet d'une affaire de pédocriminalité en cours d'enquête depuis 2014,,.
Selon la Commission indépendante sur l’inceste et les violences sexuelles faites aux enfants, trois enfants de la Maîtrise de Radio France ont été victimes d'agressions sexuelles alors que Denis Dupays en était le chef de chœur de 1989 à 1998 (promotion obtenue a posteriori de son licenciement de l'Opéra de Nantes à la suite de ses agissements, soutenue toutefois par plusieurs courriers de recommandation).

### Procès pour viol
Début juillet 2024, le tribunal judiciaire de Nancy ordonne sa mise en accusation devant la Cour criminelle départementale de Meurthe-et-Moselle. Cette audience doit se tenir au second semestre 2025 ou début 2026. Ayant reconnu la matérialité des faits, Denis Dupays sera jugé pour viol.